# Jessica Jislová
Jessica Jislová (Jablonec nad Nisou, 28 de julio de 1994) es una deportista checa que compite en biatlón.
Ganó una medalla de plata en el Campeonato Mundial de Biatlón de 2025, en la prueba de relevo mixto. Participó en dos Juegos Olímpicos de Invierno, en los años 2018 y 2022, ocupando el octavo lugar en Pekín 2022, en la prueba de relevo.

## Palmarés internacional
| Campeonato Mundial | Campeonato Mundial  | Campeonato Mundial | Campeonato Mundial |
| Año                | Lugar               | Medalla            | Prueba             |
| ------------------ | ------------------- | ------------------ | ------------------ |
| 2025               | Lenzerheide (Suiza) | Medalla de plata   | Relevo mixto       |